# こだ×むろのべしゃりLOVERS
『こだ×むろのべしゃりLOVERS』（こだむろのべしゃりラバーズ）は、2020年4月1日よりwebラジオステーションラジ友で配信されているインターネットラジオ番組。番組愛称は「べしゃらば」。

## 概要
声優の児玉卓也と室元気が 「BLを取り上げ、リスナーと一緒にBLについて語らう」という趣旨のもと2020年4月1日に配信開始。
番組開始当初は毎月1日の配信のみだったが、2022年4月分より毎月1日・16日の月2回配信となっている。

## コーナー
ふつおた
日常の報告やパーソナリティへの質問など、普通のおたよりを紹介するコーナー。
「本当に普通の事でいいので」という文言で募集しているが、とんでもない話題が寄せられることもしばしば。
「ふつおた特別編」として、たびたびこのコーナーだけを行う。
BL Recommend
おすすめのBL作品を取り上げ、紹介するコーナー。
あなたとの出会いはどこにでも
リスナーから寄せられたワードを基にパーソナリティ2人がBLの出会いのシチュエーションを考え、演じるコーナー。
懺悔
リスナーの懺悔を紹介するコーナー。

べしゃらば的流行語大賞
その1年で番組内で流行った言葉を募集するコーナーだが、実態はリスナーが特に記憶に残ったエピソードを投稿するコーナーである。他番組で出たべしゃらばの話題なども流行語大賞として選ばれており、ルールは曖昧。
（不定期・影薄・年1回コーナー）
BriLliant Word
「BL的に言ってほしい台詞」「BLでこんな台詞出てきたら感動してしまう」など、想像できる台詞をお送りいただき、シチュエーションパターンを考えて読み上げ楽しむコーナー。※不定期（たまに出るラジオCDで息を吹き返す可能性あり。）
理想のBL研究会
リスナーの考える“理想のBL”を対戦形式で提案。対戦を繰り返し、勝ち残ったもしくはこだむろが演じてみたいというBLの展開が生まれたら○○化も夢じゃない！？…というコーナーだったが、案外こだむろの思想が近しいことと、べしゃらばの空気的に対戦にならない優しい世界なのでそっとしておかれている。

## ディスコグラフィ

### 番組CD
| 発売日        | タイトル                 | 規格品番  | 備考           |
| ------------- | ------------------------ | --------- | -------------- |
| 2021年1月27日 | Break loose/お心中りの方 | ASCD-7013 | 通常盤         |
| 2021年1月27日 | Break loose/お心中りの方 | ASCD-7014 | 初回生産限定盤 |
| 2023年1月25日 | 写経                     | ASCD-7016 |                |

## 公開録音・イベント

### 単独イベント
| 開催日        | イベント名                                                                    | 会場                      | ゲスト                                       |
| ------------- | ----------------------------------------------------------------------------- | ------------------------- | -------------------------------------------- |
| 2022年3月21日 | 「こだ×むろのべしゃりLOVERS」 -となり同士のあなたとあたいでさくらんぼ♪早よ！- | 雷5656会館 ときわホール   |                                              |
| 2022年11月6日 | ｢こだ×むろのべしゃりLOVERS｣-REST 120分／5,000円-                              | グレースバリ新宿本店      |                                              |
| 2023年2月25日 | 「こだ×むろ 2nd single『写経』」発売記念イベント                              | ステラワース店舗          |                                              |
| 2023年5月28日 | こだ×むろのべしゃりLOVERS presents「ご長寿早押しクイズ」                      | 東京証券会館              | 葉山翔太、井上雄貴（第1部のみ）              |
| 2024年1月27日 | 「こだ×むろのべしゃりLOVERS」-生前葬-                                         | 小岩アーバンプラザ        | 野上翔（昼公演のみ）、益山武明（昼公演のみ） |
| 2024年3月17日 | 「こだ×むろのべしゃりLOVERS」公開録音                                         | LIVE SPACE racine du noix |                                              |

### 合同イベント
| 開催日        | イベント名                          | 会場                            |
| ------------- | ----------------------------------- | ------------------------------- |
| 2020年3月26日 | ラジ友新番組Show Case               | 星陵会館                        |
| 2020年11月1日 | radiotomo presents art sonic FES.20 | 森のホール21 大ホール           |
| 2021年1月31日 | ラジ友ファンミーティング tr1        | 亀戸文化センター カメリアホール |
| 2021年6月12日 | ラジ友ファンミーティング tr2        | 朝霞市民会館・ゆめぱれす ホール |
| 2021年6月13日 | ラジ友ファンミーティング tr3        | 朝霞市民会館・ゆめぱれす ホール |
| 2022年4月23日 | ラジ友感謝祭2022                    | なかのZERO 大ホール             |
| 2024年4月13日 | ラジ友感謝祭2024                    | セシオン杉並                    |